# Type 97 (mitragliatrice leggera)
La Type 97 è stata una mitragliatrice leggera da carro armato (in lingua giapponese Kunana-shiki shasai kikanjū) progettata e adoperata dall'Impero giapponese a partire dalla fine degli anni trenta e per tutta la seconda guerra mondiale per armare svariati tipi di veicoli blindati. Quest'arma, ricavata dalla mitragliatrice leggera d'origine cecoslovacca ZB vz. 26, non è da confondersi con l'omonima Type 97 che invece è stata una mitragliatrice aeronautica.

## Storia

### Sviluppo e produzione
Durante i primi mesi della seconda guerra sino-giapponese, scoppiata il 7 luglio 1937, l'esercito imperiale catturò alcuni esemplari della mitragliatrice leggera ZB vz. 26 da 7,92 mm, di progettazione cecoslovacca e acquistata negli anni precedenti dall'Esercito Rivoluzionario Nazionale di Chiang Kai-shek. La bontà del progetto fece sì che ne venisse realizzata subito una copia entrata in servizio nello stesso anno come mitragliatrice veicolare: essa armò i mezzi nipponici fino al 1940, quando l'originale calibro fu portato alla munizione regolamentare da poco introdotta nelle forze armate, ovvero la 7,7 × 58 mm Arisaka flangiata dei fucili d'ordinanza a ripetizione manuale Type 99.
La nuova Type 97 rimpiazzò la mitragliatrice leggera da carro armato Type 91 da 6,5 mm. La mitragliatrice fu prodotta approssimativamente in 18 000 esemplari tra il 1937 e il 1944. presso l'arsenale di Nagoya.

### Impiego operativo
La Type 97 rappresentò l'unica arma automatica da difesa ravvicinata per i carri armati giapponesi durante il secondo conflitto mondiale. Il suo impiego come arma di squadra fu molto meno diffuso per il peso, comunque in previsione di simili casi la Type 97 era stata equipaggiata con un attacco per bipiede.

## Caratteristiche
I meccanismi atti a fare fuoco vennero lasciati praticamente intatti: il processo di fuoco era garantito dalla sottrazione di gas derivati dall'esplosione del propellente dei proiettili ma la velocità con cui si surriscaldava la canna costringeva l'operatore a sparare raffiche brevi, nonostante la presenza di una fitta anellatura dedicata al raffreddamento ad aria dell'arma: la cadenza di tiro, più teorica che effettiva, arrivava a 500 colpi al minuto. Furono aggiunti una impugnatura a pistola e un calcio in legno di diversa forma; il caricatore diritto venne invece mantenuto e poteva contenere fino a venti cartucce da 7,7 mm (una fonte afferma che la capienza fosse di trenta cartucce). La dotazione standard prevedeva inoltre un mirino telescopico da 1,5 ingrandimenti, con campo di tiro pari a 30° e guaina posteriore in gomma per proteggere l'orbita del puntatore; e un mantello protettivo in due metà per la porzione di canna sporgente dalla corazzatura dei mezzi blindati. Nel complesso la Type 97 era lunga 1168 mm per un peso di 15,45 chili; la canna da sola misurava 711 mm.